# Osamu Hirose
Osamu Hirose (jap. 広瀬 治 Hirose Osamu; ur. 6 czerwca 1965) – japoński piłkarz występujący na pozycji pomocnika.

## Kariera klubowa
Od 1984 do 2000 roku występował w klubie Urawa Reds.